# Midi Music Festival

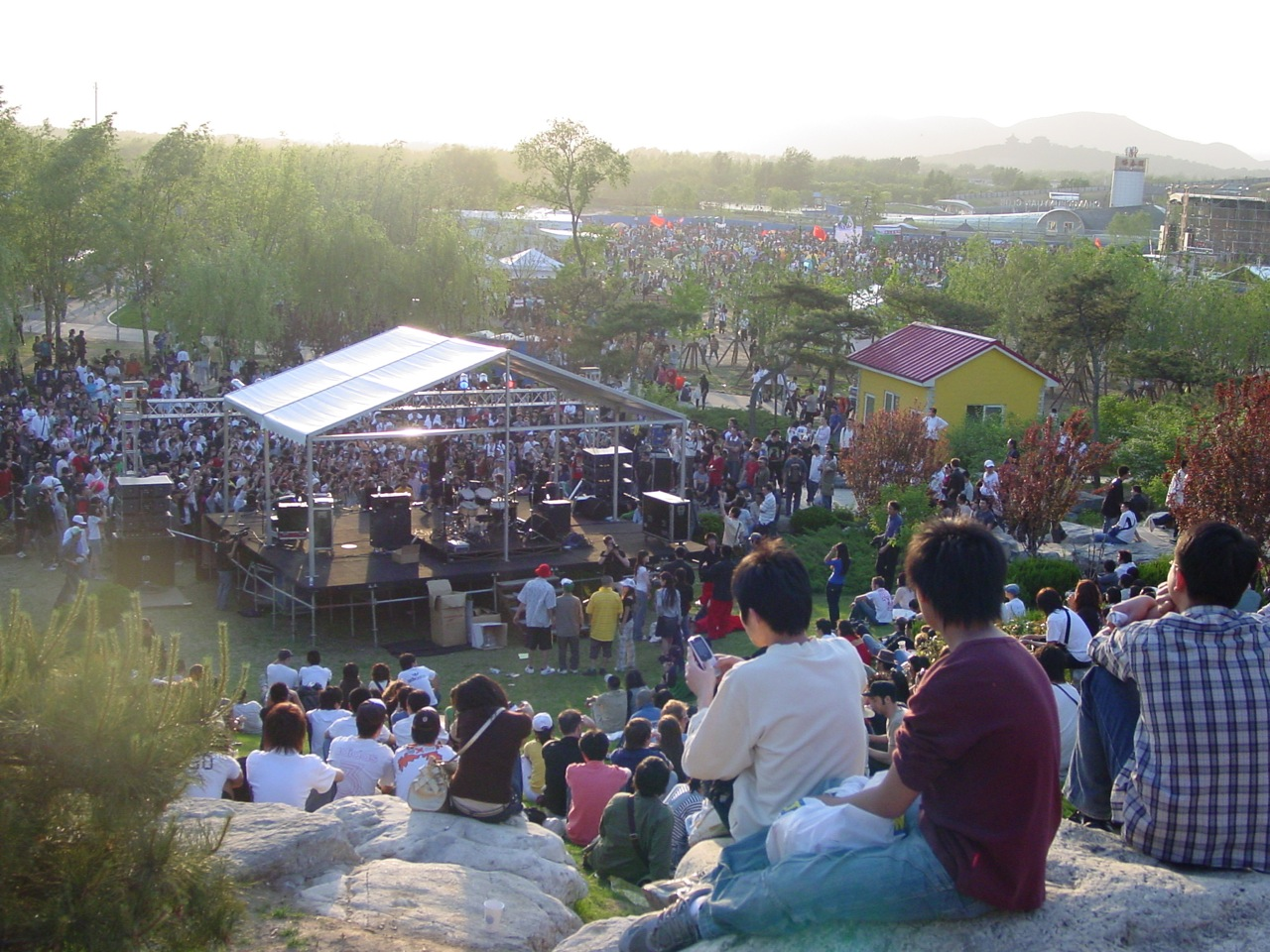
Visuale del Midi Music Festival del 2007

Il Midi Modern Music Festival (caratteri cinesi: 迷笛音乐节; pinyin: Mídí Yīnyuè Jié) è il più importante festival musicale rock cinese. Organizzato dalla Beijing Midi School of Music, il festival è stato inaugurato nel 1997 e da allora si è tenuto annualmente a Pechino durante tre giorni di festa del Primo Maggio. Alcuni anni si sono avute delle variazioni nelle quali il festival si è tenuto nel mese di ottobre, più specificatamente nel 2003, nel 2004 e nel 2008 (quest'ultimo anno, per ragioni legate alle Olimpiadi di Pechino 2008).
L'anno più proficuo del Midi Music Festival è stato il 2006. Il Festival, tenutosi al parco Haidian di Pechino, ha ospitato circa 80.000 visitatori per esibizioni di più di 50 artisti. Tra i 18 ospiti internazionali, hanno figurato Alev, Monokino, Yokohama Music Association, The Wombats e The Mayflies. Nel 2007, invece, i quattro palchi del Midi hanno visto avvicendarsi i britannici Crimea, Kava Kava, Dave Stewart degli Eurythmics e i Soundtrack Of Our Lives.
Nel 2011, l'ultimo Midi Festival si è tenuto al parco Jinglangdao, nel distretto Mentougou ad ovest di Pechino. Principali ospiti internazionali sono stati gli statunitensi Mr. Big, ma vi hanno partecipato anche gruppi internazionali minori quali i canadesi Your Favorite Enemies. Tra gli artisti locali, Reflector e Brain Failure sono stati i nomi più acclamati.